# Augsburger Hütte
Die Augsburger Hütte ist eine Schutzhütte der Sektion Augsburg des Deutschen Alpenvereins in den Lechtaler Alpen in Tirol in Österreich.

## Lage
Die bis 1891 auf einer Höhe von 2289 m ü. A. erbaute Augsburger Hütte liegt auf einer Aussichtskanzel am Südhang des Gatschkopfs.

## Geschichte
Am 8. August 1885 wurde die erste Augsburger Hütte am sog. Salzplatz, etwa 50 Höhenmeter oberhalb des jetzigen Standortes, von der Sektion Augsburg des Deutschen und Österreichischen Alpenvereins (DuOeAV) in Betrieb genommen. Es war die erste alpine Hütte in den Lechtaler Alpen. Eine Lawine zerstörte das Gebäude allerdings schon am 17. April 1888. Die Mitglieder errichteten darauf eine neue Unterkunft, die Fertigstellung war 1891. Zwischen 1987 und 1992 erfolgte ein grundlegender Um- und Ausbau der Hütte.

## Zugänge
- von Grins, 3 Stunden, Aufstieg am Südhang

## Nachbarhütten und Übergänge
- Zur Ansbacher Hütte über den Augsburger Höhenweg, 8 bis 10 Stunden. Dieser Weg ist ein langer und anspruchsvoller Höhenweg, der auch Geübten bei schlechten Bedingungen, insbesondere Vereisung der zu querenden Nordhänge, Probleme bereiten kann. Ungeübte sollten den Weg unbedingt nur in Begleitung erfahrener Bergwanderer oder -führer begehen.
- Zur Memminger Hütte über den Spiehlerweg, 5 Stunden. Zunächst entweder direkt durch die Gasillschlucht oder – empfehlenswert – über den Gatschkopf auf die Patrolscharte. Über Steilschrofen, lange Passagen seilversichert, hinab zu den Resten des Patrolferners. Dann über die Parseierjoch genannte tiefste Stelle des Mittelrückens (Seilversicherungen), über die Wegscharte und an den Seewiseen vorbei zur Memminger Hütte. Bei Nässe, Neuschnee oder Vereisung kann der Abstieg von der Patrolscharte schwierig werden. Ungeübten ist – auch bei guten Verhältnissen – unbedingt die Begleitung von erfahrenen Bergwanderern oder eines Führers zu empfehlen.
- Zum Württemberger Haus geht die Route über den Großkopf in 8 Stunden.

## Gipfel
- Parseierspitze, 3036 m, höchster Berg der Lechtaler Alpen und einziger 3000er der Nördlichen Kalkalpen, 3,5 Stunden, Kletterschwierigkeitsgrad II
- Dawinkopf, 2968 m, zweithöchster Berg der Lechtaler Alpen, höchster Gipfel direkt am Augsburger Höhenweg, 3,5 Stunden, Kletterschwierigkeitsgrad I
- Gatschkopf, 2945 m, markierter Steig, 2 Stunden
- Blankahorn, 2822 m, 2,5 Stunden, Kletterschwierigkeitsgrad I